# Quelques réflexions sur la singularité d'être français
Quelques réflexions sur la singularité d'être français est un essai de Roger Vailland publié en 1945, peu de temps après le roman Drôle de jeu qui lui valut le prix Interallié.

## Historique

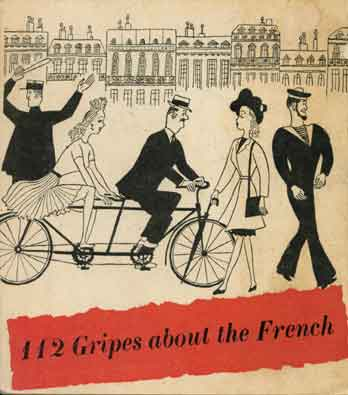
Image du Français

Roger Vailland a écrit dans La Loi : « Pour être reçu de nous, les plus vieux citoyens du monde, il faut savoir vivre. »
Cette réflexion s'inscrit dans le prolongement de sa recherche sur le libertinage, qu'il poursuivra tout au long de sa vie, à travers son exigence sur la façon de le vivre, constante qui traverse son œuvre : 
- Dès 1946 dans un court essai Esquisse pour un portrait du vrai libertin,

- En 1960, à travers la description qu'il fait dans son roman La Fête,

- Puis en 1963 dans la synthèse qu'il entreprend dans son essai Le Regard froid.
C'est donc une constante de sa pensée que de traduire ce qui est pour lui une façon de vivre qu'il va s'efforcer de réaliser au cours de sa vie, malgré tous les aléas et les difficultés qu'il a connu à travers ce qu'il nommait ses saisons.
Dans ce court essai, on relève souvent cette phrase qui reflète bien sa pensée : 

« L'irrespect exige beaucoup de grandeur d'âme. Alors, il donne naissance à l'esprit libre, la plus haute expression de l'homme. Mais sans grandeur d'âme, l'irrespect n'aboutit qu'à la friponnerie. »

## Résumé
Dans le droit fil de ses réflexions sur la souveraineté, Roger Vailland s'interroge ici sur ce qui fait la spécificité du Français, qu'on puisse reconnaître entre tous. Jugement a priori que l'on doit cependant pouvoir cerner à partir de critères distinctifs. Il cite le cardinal de Retz, Choderlos de Laclos et Stendhal comme références, surtout Laclos et ses Liaisons dangereuses,  pour qui il écrira un essai biographique, le scénario pour Les liaisons dangereuses 1960 et la préface à une réédition des Liaisons dangereuses.
Selon Vailland, le Français se définit d'abord par son aisance, sa désinvolture, son ironie, et surtout à sa faculté d'irrespect, équilibrée par une légèreté, un manque de profondeur. Il serait en fait superficiel et très attachant.
- Son aisance : ne jamais se donner à fond ;
- Son ironie : garder des réserves, rester 'au point d'ironie' ;
- Son irrespect : afficher grandeur d'âme et liberté d'esprit.

Cette singularité s'attache à la liberté, tout ce qui peut être libre, « esprit-libre, libre-penseur, libertinage. » Elle émane de références historiques telles que la Marseillaise, l'Encyclopédie, la Révolution et la Commune.
C'est à partir de cette réflexion que Roger Vailland s'insurge contre l'amalgame dévergondage-libertinage et va continuer à cerner 'le vrai libertin' dans son essai biographique sur le cardinal de Bernis puis dans sa compilation Le regard froid.

## Édition
- Quelques réflexions sur la singularité d'être français, Jacques Haumont, 1946
- Le regard froid, recueil d'essais, Éditions Bernard Grasset, 1998